# Иниш
Иниш — река в России, протекает в Татарстане и Чувашии. Левый приток реки Бездна.

## География
Длина реки 12 км. Берёт начало в 3,5 км к югу от деревни Шамкино в Шемуршинском районе Чувашии, на краю леса у самой западной точки Татарстана (без учёта эксклавов). Направление течения — северо-восточное. Почти на всей реке проходит граница между республиками: слева — Чувашия, справа — Дрожжановский район Татарстана. Впадает в Бездну в 94 км от устья по левому берегу, чуть выше села Мочалей (Татарстан).
В верховьях имеется пруд в месте впадения основного (левого) притока — р. Яранка (у деревни Шамкино). В низовьях русло реки канализовано, сохранились следы старых русел.
В среднем течении по правому берегу на четверть длины Иниша простираются сросшиеся сёла Верхний- и Нижний Каракитан, имеется мост через реку на автодороге Верх. Каракитан — Бичурга-Баишево.

## Данные водного реестра
По данным государственного водного реестра России относится к Верхневолжскому бассейновому округу, водохозяйственный участок реки — Сура от Сурского гидроузла и до устья реки Алатырь, речной подбассейн реки — Сура. Речной бассейн реки — (Верхняя) Волга до Куйбышевского водохранилища (без бассейна Оки).
Код водного объекта в государственном водном реестре — 08010500312110000037651.